# Kalimba de Luna – 16 Happy Songs
A Kalimba de Luna – 16 Happy Songs a nyugatnémet Boney M. együttes válogatásalbuma. Műfaja: eurodisco, megjelenés ideje: 1984. november. A lemezhez azt a borítótervet használták, melyet a francia Carrere cég készített a Ten Thousand Lightyears alternatív változatához, melyen a Kalimba de Luna is szerepelt. A Kalimba de Luna – 16 Happy Songs számára ezért a franciáknál új borítót kellett készíteni.

## Háttér-információk
A kevésbé sikeres Ten Thousand Lightyears albumot követően a Boney M. két aktuális olasz discoslágert tűzött műsorára. A Kalimba de Luna eredetijét Tony Esposito, a Happy Songét pedig a Baby’s Gang adta elő. A Boney M. feldolgozásai meglepően sikeresek lettek, s az együttes közel 3 év után ezekkel a dalokkal újra bekerült a német Top 20-ba. A Happy Song emellett Bobby Farrell visszatérését jelentette a Boney M.-be: a kislemez eredetileg Boney M. with Bobby Farrell & the School–Rebels névvel jelent meg, a válogatáslemezen azonban már csak a Boney M. with Bobby Farrell megnevezés szerepel. Mindkét új sláger többféle változatban is a boltokba került. Noha a válogatásalbumon a hosszabb változatok hallhatók, valójában mindkét dalnak van még hosszabb verziója is. Hogy mennyire a két aktuális sláger népszerűségét kívánták meglovagolni ezzel az albummal, azt jelzi, hogy a többi 14 felvétel szinte csak töltelék gyanánt, 3 perc körüli, zömmel rövidített változatokban került fel a korongra. Ez alól nem jelentettek kivételt a korábban kislemezen kiadott dalok sem. A rövidítések már csak azért is csalódást okoztak, mert az album CD formátumban is megjelent, s a CD-k hosszabb játékideje lehetőséget adott volna arra, hogy a dalok legalább ezen a formátumon eredeti terjedelmükben legyenek hallhatók. (A Kalimba de Luna – 16 Happy Songs hossza bő 53 perc, miközben egy CD-re 80 percnyi zene is ráférne.)

## A 2007-es kiadás
2007. augusztus 31-én a Sony BMG remaszterizált változatban újra kiadta a lemezt. Az új változat azonban jelentősen eltér az 1984-es kiadástól. A Going Back West, a Children of Paradise, a Jambo – Hakuna Matata (No Problems) és a Gadda-Da-Vida immár eredeti terjedelmében hallható az új CD-n. (A Felicidad (Margherita) viszont maradt rövidített változatban azzal az indokkal, hogy a teljes változat volt a Boonoonoonoos ugyancsak 2007-es új kiadásának egyik bónuszfelvétele.) Rákerült az albumra az 1993-as More Gold című válogatáslemez 4 bónuszfelvétele, melyeket Liz Mitchell énekelt, illetve a Ma Baker 1993-as remixe, ugyancsak a More Gold-ról. Hallható még a Hooray! Hooray! It's A Holi–Holiday című sláger is. Felmerült, hogy rákerüljön a CD-re a Ribbons of Blue teljes hosszúságú változata, illetve Liz Mitchell 1991-es szóló kislemeze (Mocking Bird / Tropical Fever), de ezeket az ötleteket elvetették. Hallható viszont egy 1981-ből származó egyveleg, amely az együttes ma már ritkaságnak számító felvételei közé tartozik. Mivel a 2007-es változat más lett, mint az 1984-es kiadás – 16 helyett 14 szám hallható rajta –, ezért az új kiadás címéből a 16 Happy Songs megnevezést elhagyták.

## A dalok

### „A”oldal
1. Happy Song (Abacab – Bacciocchi – Spagna) 6:41 (1984) Eredetileg kislemez volt. Rövidített Club Mix. A teljes hossz: 8:10.
2. Going Back West (Jimmy Cliff) 3:11 (1982) Eredetileg kislemez volt. Rövidített változat.
3. Barbarella Fortuneteller (Davis – Farian – Kawohl) 2:54 (1984) A Ten Thousand Lightyears című albumról.
4. I Feel Good (Bischof – Farian – Barzscht) 3:04 (1984) A Ten Thousand Lightyears című albumról.
5. Consuela Biaz (Courage – Farian – O'Hara) 2:48 (1981) Rövidített változat a Boonoonoonoos című albumról. Az eredeti 7" mix (4:57) CD-n nem jelent meg.
6. Jambo – Hakuna Matata (No Problems) (Bischof – Harrison) 2:49 (1983) Eredetileg kislemez volt. Rövidített változat.
7. Jimmy (Farian) 2:56 (1982) A Ten Thousand Lightyears című albumról.
8. The Calendar Song (January, February, March…) (Farian) 2:22 (1984) Új remix. Az eredeti verzió az Oceans of Fantasy című albumon hallható.

### „B”oldal
1. Kalimba de Luna (Amoruso – DiFranco – Esposito – Licastro – Malavasi) 7:18 (1984) Rövidített US Club Mix. A teljes hossz: 9:15.
2. Felicidad (Margherita) (Conz – Massara) 2:52 (1980) Eredetileg kislemez volt. Rövidített változat.
3. Living Like a Moviestar (Bischof – Farian – Kawohl) 2:56 (1984) A Ten Thousand Lightyears című albumról.
4. Gadda–Da–Vida (Doug Ingle) 2:59 (1980) Eredetileg kislemez volt. Rövidített változat.
5. Somewhere in the World (Davis – Grohe – Keilhauer) 3:03 (1984) Rövidített változat a Ten Thousand Lightyears című albumról.
6. African Moon (Courage, Farian, Mitchell, Rulofs) 3:00 (1983) A Boonoonoonoos című albumon szereplő dal rövidített remix változata.
7. Children of Paradise (Farian – Jay – Reyam) 2:50 (1980) Eredetileg kislemez volt. Rövidített változat.
8. Boonoonoonoos (Farian – Ehrhardt) 2:12 (1981) A Boonoonoonoos című albumon szereplő That's Boonoonoonoos / Train to Skaville című dal rövidített változata, mely Larry Dillon Train to Skaville című felvételének bizonyos zenei motívumait is tartalmazza.

## Közreműködők
- Liz Mitchell – ének (A4–A8, B3, B5, B6), háttérvokál
- Frank Farian – ének (B4), háttérvokál
- Reggie Tsiboe – ének (A1, A2, A3, B1), háttérvokál (kivétel: A7, A8, B2, B4, B6, B7, B8)
- Marcia Barrett – háttérvokál
- Bobby Farrell – ének és rap (A1, B8)
- Cathy Bartney (La Mama) – háttérvokál (A2, A3, A4, B2), ének (B4)
- Madeleine Davis (La Mama) – háttérvokál (A1, A2, A3, A4, B1, B2), ének (B4)
- Patricia Shockley (La Mama) – háttérvokál (A1, A2, A3, A4, B1, B2), ének (B4)
- Judy Cheeks (La Mama) – háttérvokál (A1, A3, A4, B1)
- Amy Goff – háttérvokál (B1)
- Elaine Goff – háttérvokál (B1)
- Frank Farian – producer

## Különböző kiadások

### LP
- NSZK: Hansa Records Hansa 206 745–620.

### CD
- NSZK, 1984: Hansa 610 295–222.
- Németország, 1994: 74321 21265 2.

#### A 2007-es CD
(Sony BMG 88697 09483 2)
1. Happy Song (Abacab – Bacciocchi – Spagna) – 6:41 (1984) Eredetileg kislemez volt. Rövidített Club Mix. A teljes hossz: 8:10.
2. Going Back West (Jimmy Cliff) – 4:14 (1982) Eredeti kislemezváltozat. CD-n korábban nem jelent meg.
3. Jambo – Hakuna Matata (No Problems) (Bischof – Harrison) – 3:39 (1983) Eredeti kislemezváltozat.
4. Kalimba de Luna (Amoruso – DiFranco – Esposito – Licastro – Malavasi) – 7:19 (1984) Rövidített US Club Mix. A teljes hossz: 9:15.
5. Felicidad (Margherita) (Conz – Massara) – 2:51 (1980) Eredetileg kislemez volt. Rövidített változat, mint az 1984-es kiadáson. A teljes hosszúságú eredeti felvétel bónuszfelvételként szerepel a Boonoonoonoos 2007-es CD kiadásán.
6. Gadda–Da–Vida (Doug Ingle) – 5:05 (1980) Eredeti kislemezváltozat. CD-n korábban nem jelent meg.
7. Children of Paradise (Farian – Jay – Reyam) – 4:28 (1980) Eredeti kislemezváltozat. CD-n korábban nem jelent meg.
8. Ma Baker (Farian – Jay – Reyam) – 4:02 (Remix '93, radio edit)
9. Time to Remember (Farian  – Kawohl – Farian – Bischof –  Fallenstein) – 4:00 (1993-as felvétel Liz Mitchell énekével)
10. Da La De La (Kerim Saka – Mike Wonder – M. Hanler Correl) – 4:00 (1993-as felvétel Marlon B. és Liz Mitchell énekével)
11. Papa Chico (T. Esposito) – 4:05 (1993-as felvétel Liz Mitchell énekével)
12. Lady Godiva (Farian – Bischof) – 3:33 (1993-as felvétel Liz Mitchell énekével)
13. Hooray! Hooray! It's A Holi–Holiday (Farian – Jay) – 3:55 (1979) Eredeti kislemezváltozat.
14. 6 Years of Boney M. Hits (Boney M. on 45) (Arr.: Farian) – 4:47 (1981) Eredeti kislemezváltozat. CD-n korábban nem jelent meg.

## Kimásolt kislemezek

### NSZK

#### 7"
- Kalimba De Luna – 4:28 / Ten Thousand Lightyears – 4:29 (Hansa Records 106 760–100, 1984)
- Happy Song – 4:18 / School's Out (Vocal Version) – 3:15 (Hansa 106 909–100, 1984)

#### 12"
- Kalimba De Luna (12" Mix) – 7:05 / Ten Thousand Lightyears – 4:29 (Hansa 601 470–213, 1984)
- Kalimba De Luna (US Club Mix) – 9:15 / Kalimba De Luna (US Club Mix – Dub Version) – 6:40 (Hansa 601 532–213, 1984)
- Happy Song (Club Mix) – 8:10 / School's Out (Instrumental Version) – 3:35 (Hansa 601 555–213, 1984)

## Legnépszerűbb slágerek
- Happy Song

Ausztria: 1985. február 15-étől 10 hétig. Legmagasabb pozíció: 15. hely

NSZK: Legmagasabb pozíció: 7. hely

Svájc: 1985. február 3-ától 7 hétig. Legmagasabb pozíció: 21. hely
- Kalimba De Luna

Ausztria: 1984. október 15-étől 2 hétig. Legmagasabb pozíció: 11. hely

Amerikai Egyesült Államok: Legmagasabb pozíció: 49. hely (a Hot Dance Club Play listán) 

Franciaország: 1984. november 3-ától 21 hétig. Legmagasabb pozíció: 6. hely

Hollandia: Legmagasabb pozíció: 27. hely

NSZK: Legmagasabb pozíció: 17. hely

Svájc: 1984. szeptember 16-ától 3 hétig. Legmagasabb pozíció: 23. hely

## Külső hivatkozások
- Dalszöveg: Happy Song
- Dalszöveg: Going Back West
- Dalszöveg: Jambo – Hakuna Matata
- Dalszöveg: Kalimba de Luna
- Dalszöveg: Felicidad
- Dalszöveg: Gadda-Da-Vida
- Dalszöveg: Children of Paradise
- Dalszöveg: Hooray! Hooray! It’s A Holi-Holiday
- Videó: Happy Song
- Videó: Going Back West
- Videó: Jambo – Hakuna Matata
- Videó: Kalimba de Luna
- Videó: Felicidad
- Videó: Children of Paradise
- Videó: Hooray! Hooray! It’s A Holi-Holiday